# دير نخاس
دير نخاس هي قرية تقع غربي قضاء الخليل على بعد 23 كم من مركز المحافظة وتحيط بها أراضي ام البرج ورعنا ونوبا وترقوميا وبيت جبرين ، ويتواجد غالبية أبناء القرية في المهجر بسب النكبة وتهجيرهم على يد العصابات الصهيونية عند تنفيذ عملية يوعاف لاحتلال قرى محافظةالخليل وكانت أرض هذه القرية زراعية وتزرع بالمحاصيل الموسمية مثل الشعير والقمح، ومعظم الناس الذين رحلوا من هذه القرية سكنوا في مخيم البقعة ومخيم شلنر.